# Prezident Slovinska
Prezident republiky je představitelem Republiky Slovinsko a vrchním velitelem ozbrojených sil Republiky Slovinsko. Funkce prezidenta republiky je neslučitelná s výkonem jakékoliv veřejné funkce či povolání.

## Historie
Do účinnosti nové ústavy mělo Slovinsko kolektivní hlavu státu – Předsednictvo. První prezidentské volby se uskutečnily 6. prosince 1992 a jejich vítězem se stal Milan Kučan, který od dubna 1990 vykonával funkci předsedy Předsednictva.

## Volba
Prezident republiky je volen na pět let v přímých, všeobecných a tajných volbách. Každý občan Republiky Slovinsko s aktivním volebním právem do Státního shromáždění je současně nositelem pasivního volebního práva pro volbu prezidentem – teoreticky tak prezidentem může být i osmnáctiletý občan Slovinska. Prezident může být znovu zvolen jen jednou.
Volby prezidenta republiky vyhlašuje předseda Státního shromáždění. Prezident musí být zvolen nejpozději patnáct dnů před uplynutím úředního období předcházejícího prezidenta, nebo do patnácti dnů po ukončení úřadu předchozího prezidenta. Výjimkou z pětiletého období prezidenta je situace, kdy by volební období uplynulo v době válečného nebo výjimečného stavu. Pak by funkční období skončilo až šest měsíců po skončení takového stavu.

## Přísaha
Prezident republiky složí před nástupem svého úřadu před Státním shromážděním tuto přísahu: „Přísahám, že budu ctít ústavní řád, jednat podle svého svědomí a ze všech svých sil usilovat o blaho Slovinska.“

## Náhradní výkon funkce
Pokud prezident svůj úřad nemůže vykonávat, zemřel, odstoupil či došlo k jinému druhu skončení výkonu úřadu (například rozhodnutím Ústavního soudu), přejde výkon jeho úřadu až do volby nového prezidenta přechodně na předsedu Státního shromáždění. Předseda Státního shromáždění také dočasně vykonává prezidentský úřad, pokud svůj úřad nemůže prezident vykonávat.

## Základní pravomoci
Prezident republiky zejména vypisuje volby do Státního shromáždění, vyhlašuje zákony, jmenuje státní úředníky, kteří ve většině případů vzejdou z voleb ve Státním shromáždění, povolává a propouští velvyslance a vyslance republiky, přijímá pověřovací listiny zahraničních diplomatických zástupců, vystavuje ratifikační listiny, rozhoduje o milosti, propůjčuje řády a čestné tituly. Skromný rozsah pravomocí prezidenta je odrazem vztahů a obav slovinské politické reprezentace v parlamentu počátku devadesátých let z Milana Kučana.
Prezident republiky také navrhuje Státnímu shromáždění kandidáta na předsedu vlády.

## Pravomoc vdobě válečného nebo výjimečného stavu
Pokud se dolní komora slovinského parlamentu nemůže v důsledku válečného nebo výjimečného stavu sejít, je založena legislativní pravomoc prezidenta republiky realizovaná formou nařízení s mocí zákona. Takové nařízení s mocí zákona může dočasně omezit nebo zrušit základní lidská práva, a to pouze po dobu trvání válečného nebo výjimečného stavu a pouze v rozsahu nezbytném vzhledem k danému stavu a způsobem, jenž neporušuje rovnost před zákonem a spočívá na rovnosti bez rozdílu rasy, národnostní příslušnosti, pohlaví, jazyka, víry, politického a jiného přesvědčení majetkových poměrů, původu, vzdělání, společenského postavení a jiné okolnost týkající se osoby.
V žádném případě však takovým nařízením nemůže být prolomena nedotknutelnost lidského života, zákaz mučení, ochrana osobnosti a lidské důstojnosti, presumpce neviny, zásada zákonnosti v trestním právu, právní záruky v trestním řízení a svoboda přesvědčení a vyznání.
Nařízení prezidenta s mocí zákona podléhají ratihabici Státního shromáždění. Ratihabice musí být provedena, jakmile se Státní shromáždění sejde.

## Odpovědnost prezidenta republiky
Pokud prezident při výkonu své funkce poruší ústavu nebo hrubým způsobem zákon, může ho Státní shromáždění obžalovat před Ústavním soudem. Ústavní soud shledá rozhodnutí Státního shromáždění o obžalobě odůvodněnou, nebo obžalovaného osvobodí. Dvoutřetinovou většinou může Ústavní soud zbavit prezidenta úřadu. Po doručení rozhodnutí Státního shromáždění o obžalobě může Ústavní soud nařídit, aby prezident svůj úřad až do rozhodnutí soudu přechodně nevykonával.